# Olympische Winterspiele 2010/Teilnehmer (Bermuda)
| Gelbes Symbol für Goldmedaillen mit stilisierten Olympischen Ringen | Graues Symbol für Silbermedaillen mit stilisierten Olympischen Ringen | Braundes Symbol für Bronzemedaillen mit stilisierten Olympischen Ringen |
| ------------------------------------------------------------------- | --------------------------------------------------------------------- | ----------------------------------------------------------------------- |
| —                                                                   | —                                                                     | —                                                                       |

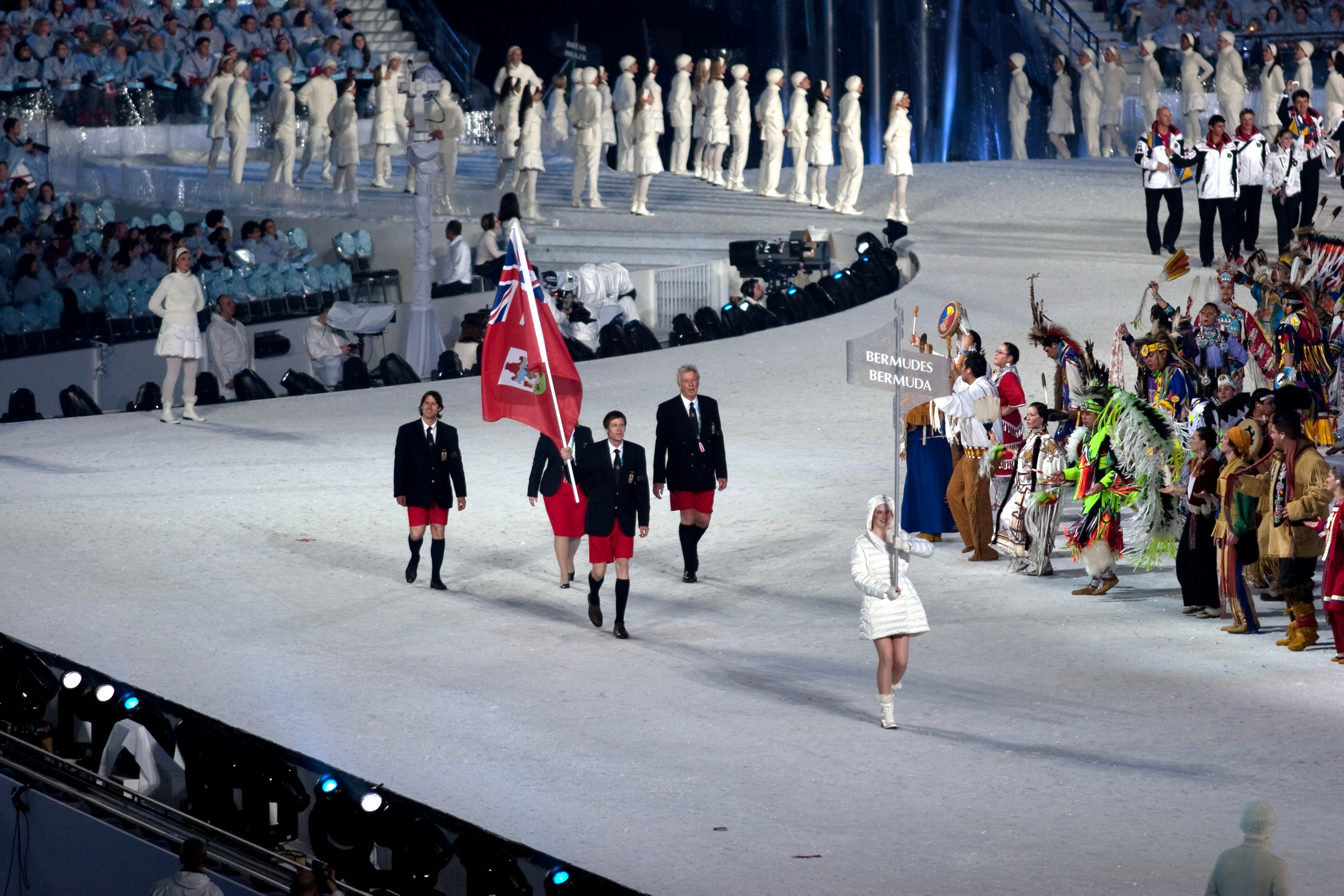
Einzug der Mannschaft aus Bermuda

Bermuda nahm an den Olympischen Winterspielen 2010 im kanadischen Vancouver mit einem Sportler teil.

## Teilnehmer nach Sportarten

### Skilanglauf
Männer
- Tucker Murphy
15 km Freistil: 88. Platz